# Greg Grunberg
Gregory Phillip Grunberg (Los Ángeles; 11 de julio de 1966), más conocido como Greg Grunberg, es un actor de cine y televisión estadounidense.

## Biografía
Hijo de Sandy y Gerry Grunberg, nació el 11 de julio de 1966 en Los Ángeles, California. Mientras cursaba la educación primaria y secundaria, Greg Grunberg actuó en varias obras de teatro y se graduó en la University High School de Los Ángeles. Después de estudiar empresariales en la Universidad Estatal de San Diego y en la Universidad de California, fundó una empresa de reparto de yogur helado. Ayudó a los productores cinematográficos Dino De Laurentiis y Joel Silver antes de comenzar a actuar.

## Carrera
Es conocido por sus papeles como Sean Blumberg en Felicity (1998-2001). Pero su consolidación como actor no fue hasta Alias (2001-2006), serie original de la ABC donde hacía el papel de Eric Weiss, un agente de la CIA dedicado completamente a su trabajo. Ambas series fueron producidas por J. J. Abrams, su amigo desde la infancia. También realizó una aparición en la segunda temporada de la serie de FOX House. En 2006 comenzó a formar parte del reparto de la serie de la NBC Héroes, en la que interpreta a Matt Parkman, un policía que posee como habilidad especial escuchar los pensamientos de los demás (telepatía).
Además de estos personajes, se le puede ver en pequeños papeles, como en la serie Lost, donde interpreta al piloto que se encontraba en la parte delantera del avión que había caído en plena selva, y también puede vérsele formando parte del grupo médico en la película El hombre sin sombra (2000). Antes tuvo un pequeño papel en la película BASEketball (1998). También se lo pudo ver en la serie Dr. House, en el capítulo número 14 de la 2.ª temporada interpretando a un esposo que se debate entre donar o no los órganos de su esposa fallecida.
Ha formado el grupo musical Band From TV junto con otros actores como Hugh Laurie (el doctor Gregory House en House) o James Denton (Mike de Desperate Housewives), con fines de recaudar fondos para asociaciones benéficas.
En 2010 fue coprotagonista junto a  Josh Cooke y Odette Yustman de la película Sex Group (terapia sexual de grupo). Es una película en tono de humor que trata sobre un grupo de terapia para adictos al sexo.
En 2013. El filme, cuyo libreto pertenece a Sydney Roper, David Ray y Jason Bourque, contó con una producción originaria de Canadá y Estados Unidos.
Reparto: Greg Grunberg, Neil Grayston, Caroline Cave, Mark Hildreth, Brad Dourif, Merrilyn Gann, Amitai Marmorstein, John Shaw, Serge Houde, Paul Herbert, Fred Henderson, Robert Moloney, Graem Beddoes, James Ralph, Simon Chin y Michael Nyuis.
En 2014 fue un personaje recurrente, en Mentes Criminales en la serie de TV de la CBS es el esposo de la agente especial Kate Callahan quien es Jennifer Love Hewitt
En 2015 interpreta a Snap Wexley, un breve papel como piloto rebelde en Star Wars: Episodio VII - El despertar de la Fuerza
En 2016 apareció en el capítulo siete de la tercera temporada de The_Flash_(serie_de_televisión_de_2014), en el papel de detective de la policía.